# Florence and the Machine
Florence and the Machine (stilizovano kao Florence + The Machine) engleski je indi rok bend koji predvodi Florens Velč u saradnji sa drugim muzičarima. Njihova muzika može se opisati kao kombinacija različitih žanrova, uključujući rok i soul.
Muzika benda naišla je na pozitivan prijem kod mnogih medija, posebno Bi-Bi-Si-ja koji je odigrao važnu ulogu u širenju njihove popularnosti time što je promovisao bend u muzičkom programu Bi-Bi-Si predstavlja.
Njihov prvi album Lungs objavljen je 6. jula 2009. godine i zadržao se na 2. mestu top liste najprodavanijih albuma u Ujedinjenom Kraljevstvu pet nedelja nakon izlaska. 17. januara 2010. album se našao na 1. mestu nakon što je proveo 28 uzastopnih nedelja na listi. Lungs je na listi ostao ukupno 65 nedelja i postao jedan od najprodavanijih albuma 2009. i 2010. u Ujedinjenom Kraljevstvu.
Njihov drugi album Ceremonials objavljen je u oktobru 2011. i našao se na vrhu top liste u Ujedinjenom Kraljevstvu i na 6. mestu u Sjedinjenim Američkim Državama.
Album Lungs doneo im je nagradu MasterCard britanski album na dodeli BRIT nagrada 2010. Bend je takođe bio nominovan za nagradu Gremi, a 2010. nastupali su na koncertu povodom dodele Nobelove nagrade za mir i MTV video muzičkim nagradama. Njihova pesma Jenny of Oldstones je prvi put predstavljena 2019. godine u drugoj epizodi osme sezone serije Igra prestola.

## Članovi benda
- Florens Velč — glavni vokal
- Izabela Samers — klavijatura
- Robert Akrojd — gitara
- Mark Saunders — bas gitara, udaraljke
- Tom Monger — harfa
- Rasti Bredšo — klavijatura, prateći vokal
- Kristofer Lojd Hajden — bubnjevi, prateći vokal
- Sem Vajt— prateći vokal

## Diskografija
- (2009)
- (2011)
- (2015)
- (2018)
- Dance Fever (2022)

## Spoljašnje veze
- Zvanični veb-sajt